# Vansonia rueppellii
Vansonia rueppellii — вид рукокрилих ссавців із родини лиликових.

## Середовище проживання
Країни проживання: Алжир, Ангола, Бенін, Ботсвана, Буркіна-Фасо, Бурунді, Камерун, ЦАР, Чад, Республіка Конго, Демократична Республіка Конго, Єгипет, Екваторіальна Гвінея, Ефіопія, Габон, Гамбія, Гана, Гвінея, Гвінея-Бісау, Ірак, Ізраїль, Кенія, Ліберія, Лівія, Малаві, Малі, Марокко, Мозамбік, Намібія, Нігерія, Руанда, Сенегал, Сьєрра-Леоне, Сомалі, ПАР, Судан, Танзанія, Того, Туніс, Уганда, Ємен, Замбія, Зімбабве. Населяє сухі савани, вологі савани, субтропічні і тропічні сухі чагарники, і жаркі пустелі. Зустрічається до 1100 м в Марокко. Сідала 
і лаштує під камінням і в будівлях.

## Загрози та охорона
Використання пестицидів проти сарани є загрозою.